# TACSTD2
종양 관련 칼슘 신호 변환자 2 또는 Trop-2 또는 상피 당단백-1 항원(Tumor-associated calcium signal transducer 2)은 TACSTD2 유전자에 암호화되어 있는 단백질이다.
이 인트론이 존재하지 않는 유전자는 단일 클론 항체 GA733에 의해 정의된 암종 관련 항원을 암호화한다. 이 항원은 2가지 이상의 I 형 막 단백질을 포함하는 군이다. 이것은 세포 내 칼슘 신호를 전달하고 세포 표면 수용체로 작용한다.
이 유전자의 돌연변이는 실명으로 이어지는 심각한 각막 유전분증을 특징으로 하는 상염색체 열성 장애인 gelatinous drop-like corneal dystrophy 장애를 초래한다.
이 항원은 항체-약물 접합체인 sacituzumab govitecan의 표적이다.